# 尖山钟螺
尖山钟螺（学名：Tectus triserialis），是原始腹足目钟螺科Tectus的一种。主要分布于越南、印度尼西亚、中国大陆、台湾，常栖息在浅海。